# پانارانو
پانارانو (به ایتالیایی: Pannarano) یک کومونه در ایتالیا است که در استان بنونتو واقع شده‌است.

## خصوصیات
پانارانو ۱۱٫۷ کیلومترمربع مساحت و ۲٬۰۷۹ نفر جمعیت دارد.